# Gunnar-Bo Ericson
Gunnar-Bo Ericson, född den 14 februari 1933 i Oak Park, Illinois, USA, död den 25 december 2017 i Solna distrikt, var en svensk sjömilitär.
Ericson avlade sjöofficersexamen 1955. Han genomgick Militärhögskolan 1962–1965 och Kungliga Tekniska Högskolan 1965–1967. Ericson befordrades till kapten i flottan 1965, till kommendörkapten av andra graden 1969, till kommendörkapten 1972, till kommendör 1979 och till kommendör av första graden 1983. Han tjänstgjorde inom Försvarets materielverk 1970–1974 och 1977–1988. Ericson var chef för Ostkustens örlogsbas 1988–1992 (basen blev Ostkustens marinkommando 1990). Han invaldes som ledamot av Örlogsmannasällskapet 1973. Ericson blev riddare av Svärdsorden samma år. Han vilar i minneslunden på Galärvarvskyrkogården.